# Neophyllaphis lanata
Neophyllaphis lanata  (лат.) — вид архаичных тлей рода Neophyllaphis из подсемейства Neophyllaphidinae. Австралия.

## Описание
Мелкие насекомые, длина 1,5 мм. Тело красновато-коричневого цвета (покрыты белым восковым налётом). Усики 6-члениковые, короче чем тело. Монофаги, питаются на стеблях и листьях молодых побегов хвойных растений Podocarpus spinulosus (кустарник).
Ранее этот вид не отличали от Neophyllaphis brimblecombei и только благодаря аллозимному и молекулярно-генетическому анализу удалось доказать видовой статус таксона Neophyllaphis lanata (Hales & Lardner, 1988). Крылатые половые особи появляются ранней весной (сентябрь)
.
Диплоидный набор хромосом 2n=24 (Hales & Lardner 1988).